# Göteborg (commune)
La commune de Göteborg (en suédois Göteborgs kommun) est une commune de Suède. Elle est plus couramment nommée, même dans un contexte officiel, par le terme de ville de Göteborg (Göteborgs stad) bien que celui-ci ne soit théoriquement pas reconnu de manière officielle. La commune compte environ 583 684 habitants (2021), ce qui fait d'elle la deuxième municipalité de Suède par son nombre d'habitants. Elle est découpée en 21 districts et son siège se situe à Göteborg.
L'agglomération de Göteborg s'étend à l'extérieur de la commune, dans les communes de Mölndal et de Partille. Avec les communes environnantes, la commune de Göteborg forme une aire urbaine appelée le grand Göteborg.
Pour la topographie, l'histoire, la culture, l'économie, etc., voir l'article Göteborg.

## Évolution démographique
Évolution démographique de la ville de Göteborg.
| Année     | 1670  | 1700   | 1800   | 1900    | 2002    | 2005    | 2010    |
| --------- | ----- | ------ | ------ | ------- | ------- | ------- | ------- |
| Habitants | 4 000 | 10 000 | 13 000 | 130 000 | 474 900 | 484 102 | 500 000 |

## Districtset quartiers de la ville de Göteborg
- Askim : Askim, Hovås, Billdal.
- Backa : Skogome, Brunnsbo, Backa, Skälltorp.
- Bergsjön : Västra Bergsjön, Östra Bergsjön.
- Biskopsgården : Norra Biskopsgården, Länsmansgården, Svartedalen, Södra Biskopsgården, Jättesten.
- Centrum : Krokslätt, Johanneberg, Landala, Guldheden, Lorensberg, Vasastaden, Inom Vallgraven, Stampen, Heden.
- Frölunda : Frölunda, Järnbrott.
- Gunnared : Angereds Centrum, Gårdsten, Lövgärdet, Rannebergen.
- Härlanda : Björkekärr, Fräntorp, Kålltorp, Torpa, Vidkärr.
- Högsbo : Flatås, Högsbohöjd, Högsbotorp, Kaverös, Högsbo (industriområde).
- Kortedala : Gamlestaden, Utby, Södra Kortedala, Norra Kortedala.
- Kärra-Rödbo : Kärra, Rödbo.
- Linnéstaden : Annedal, Haga, Masthugget, Olivedal, Änggården.
- Lundby : Bräcke, Brämaregården, Helgered, Kvillebäcken, Kyrkbyn, Kärrdalen, Rambergsstaden, Sannegården, Slättadamm, Tolered.
- Lärjedalen : Agnesberg, Bergum, Eriksbo, Gunnilse, Hammarkullen, Hjällbo, Linnarhult.
- Majorna : Kungsladugård, Majorna, Sanna, Stigberget.
- Styrsö: les îles de l'archipel sud de Göteborg, c'est-à-dire : Asperö, Brännö, Donsö, Köpstadsö, Styrsö, Vargö, Vrångö.
- Torslanda : Arendal, Björlanda, Hjuvik, Nolered, Torslanda.
- Tuve-Säve : Tuve, Säve.
- Tynnered : Bratthammar, Grevegården, Guldringen, Kannebäck, Näset, Skattegården, Ängås, Önnered.
- Älvsborg : Fiskebäck, Grimmered, Hagen, Hinsholmen, Käringberget, Kungssten, Långedrag, Nya Varvet, Påvelund, Sandarna, Saltholmen.
- Örgryte : Bagaregården, Kallebäck, Kärralund, Lunden, Olskroken, Redbergslid, Skår, Överås.

## Administration

### Conseil municipal
Le Conseil municipal de la ville de Göteborg compte 81 conseillers municipaux.
Le nombre de sièges par parti à la suite des élections municipales de 2006, de 2002, de 1998, de 1994, de 1991, de 1988, de 1985 et de 1982 est présenté dans le tableau suivant. En 2006, contrairement à la tendance nationale, les sociaux-démocrates ont amélioré leur score à Göteborg, où la gauche plurielle a conservé la majorité.
| Sièges au conseil municipal          | 2006 | 2002 | 1998 | 1994 | 1991 | 1988 | 1985 | 1982 |
| Parti social-démocrate du travail    | 31   | 29   | 28   | 37   | 29   | 30   | 31   | 35   |
| Moderata Samlingspartiet             | 20   | 17   | 22   | 21   | 21   | 17   | 17   | 21   |
| Folkpartiet Liberalerna              | 9    | 14   | 6    | 8    | 10   | 13   | 16   | 9    |
| Vänsterpartiet                       | 7    | 10   | 11   | 8    | 6    | 7    | 8    | 8    |
| Miljöpartiet de Gröna                | 7    | 6    | 5    | 5    | 5    | 9    | 3    | 1    |
| Kristdemokraterna                    | 5    | 5    | 9    | 1    | 5    | 1    | 0    | 0    |
| Centerpartiet                        | 0    | 0    | 0    | 1    | 1    | 4    | 4    | 5    |
| Démocrates suédois                   | 1    | 0    | 0    | 0    | 0    | 0    | 0    | 0    |
| Ny Demokrati                         | 0    | 0    | 0    | 0    | 4    | 0    | 0    | 0    |
| Kommunistiska partiet (f.d. KPML(r)) | 0    | 0    | 0    | 0    | 0    | 0    | 2    | 2    |

(Source : www.scb.se)

### Maire
- Depuis 1995, la ville est gouvernée par une majorité de gauche formée par trois partis : le Parti social-démocrate du travail, les écologistes (Miljöpartiet de Gröna) et les ex-communistes, maintenant le parti de gauche (Vänsterpartiet).

- Le président actuel de la direction communale s'appelle Göran Johansson, membre du Parti social-démocrate du travail. Son poste correspond assez bien à celui des maires français.

- La ville de Göteborg est membre de l'Association des communes de la région de Göteborg.

## Villes jumelles et villes sœurs
| Villes jumelles  | Villes sœurs                    |
| ---------------- | ------------------------------- |
| Bergen (Norvège) | Port Elizabeth (Afrique du Sud) |
| Åbo (Finlande)   | Shanghai (Chine)                |
| Århus (Danemark) |                                 |
| Lyon (France)    |                                 |

## Localités situées dans la commune
| - Ambjörnhagen - Andalen - Angereds kyrkby - Asperö - Assmundtorp-Skändla - Bergegården - Bergum - Björlanda - Brunstorpsnäs - Brännö - Djupedal - Donsö - Furåsen - Gossbydal-Linnefjäll - Göteborg - Gunnesby - Gunnilse - Halleröd - Hjuvik - Hästevik - Kippholmen - Kvillehed - Kvisljungeby - Köpstadsö | - Larsered - Låssby - Mysterna - Nolvik - Nolviks kile - Olofstorp - Prästegården (södra delen) - Rågården - Rödbo - Rösbo - Sillvik - Skeddalen - Skår - Stenared - Stora Svindal - Styrsö - Säve - Torslanda - Torvhög - Trulsegården - Trånget (östra delen) - Tumlehed - Vrångö - Västra Låssby |

## Îles situées dans la commune
- Hisingen
- L'archipel sud de Göteborg (c'est-à-dire les îles méridionales de l'archipel de Göteborg constituant un des 21 districts de la ville, le district de Styrsö). La partie septentrionale de l'archipel forme une commune propre, la commune d'Öckerö.

| - - Asperö - Brännö - Donsö - Köpstadsö | - - Styrsö (siège du district) - Vargö - Vrångö |

- Vinga (le point le plus occidental de la commune, station de phare)